# Sérénades (Brahms)
Les Sérénades sont des œuvres de jeunesse de  Johannes Brahms, écrites à Detmold.
Au nombre de deux, ce sont les premières compositions orchestrales du musicien.

## Sérénade en ré majeur, op. 11
La première sérénade fut écrite en 1857, dans un premier temps pour un petit ensemble musical de neuf instruments, puis adaptée pour orchestre. Elle est contemporaine de son premier concerto pour piano.
Elle comporte six mouvements et son exécution dure un peu plus de quarante minutes.
- Allegro molto
- Scherzo. Allegro non troppo – trio. Poco più moto
- Adagio non troppo
- Menuetto I – Menuetto II
- Scherzo. Allegro – Trio
- Rondo. Allegro

## Sérénade en la majeur, op. 16
Elle a été dédiée à Clara Schumann et fut écrite en 1859 et révisée en 1875.
Elle comporte cinq mouvements et son exécution dure un peu moins de trente minutes.
- Allegro moderato
- Scherzo. Vivace
- Adagio non troppo
- Quasi menuetto –trio
- Rondo - Allegro